# Isabelle Cambourakis
Isabelle Cambourakis est une éditrice et chercheuse indépendante française. Elle est connue pour avoir créé la collection féministe « Sorcières », dont elle est directrice éditoriale, au sein de la maison d'édition Cambourakis.

## Parcours
Enseignante (institutrice) à Paris puis libraire dans les Cévennes, féministe, Isabelle Cambourakis, contribue à faire connaître le courant de l'écoféminisme, et mène des recherches sur les relations entre écologie et féminisme dans les courants de pensée des années 1970-1980,.
Entre 2015 et 2017, elle rédige une série d'articles pour la revue écologiste Silence.
En 2017, après une reprise d'étude, elle obtient un master de recherche, son mémoire se concentrant sur les liens entre mouvements féministes et écologistes dans les années 1970.
En 2022, elle fait partie des 20 coprésidents de l'association d'appui financier aux Soulèvements de la Terre.

### Éditrice: la collection «Sorcières»
Isabelle Cambourakis crée en 2015 la collection « Sorcières » aux éditions Cambourakis fondées par son frère Frédéric Cambourakis,. La collection tire son nom d'une référence à un slogan italien de 1976 : « Tremate, tremate, le streghe son tornate » (« Tremblez, tremblez, les sorcières sont de retour »). Elle est connue pour populariser, hors des cercles universitaires, des pensées féministes et écoféministes, et participe à la revalorisation de la figure féministe de la sorcière,.
Accordant de l'importance à l'intersectionnalité, à l'anticapitalisme, et à l'articulation de différentes luttes — d'où la diversité des thématiques abordées : l'écoféminisme (Reclaim d'Émilie Hache), la sexualité (Peau de Dorothy Allison), la transidentité (Manifeste d’une femme trans de Julia Serano), le black feminism (Ne suis-je pas une femme ? de bell hooks), les luttes décoloniales (Rencontres radicales), etc. —, la collection publie des textes de littérature, de poésie et de sciences humaines, aussi bien des traductions que des textes originaux.
Au départ, l'objectif était de faire connaître des textes américains des années 1970, épuisés ou jamais traduits, du féminisme de la deuxième vague. La ligne éditoriale s'inspire de celle de la collection « le Rayon Gay » créée dans les années 1990 par Guillaume Dustan aux éditions Balland, une maison généraliste.
Le premier ouvrage publié est un texte de l'autrice et militante écoféministe Starhawk, préfacé par la philosophe Émilie Hache. Le deuxième ouvrage fondateur de la collection est Sorcières, sages-femmes et infirmières de Barbara Ehrenreich et Deirdre English (en).
En novembre 2019, la collection s'ouvre à la littérature jeunesse avec l'album Comme un million de papillons noirs de Laura Nsafou et Barbara Brun. Inspiré de la phrase de Toni Morrisson « ses habits étaient blancs et ses cheveux, semblables à un million de papillons noirs », le livre raconte l'histoire d'une petite fille noire, Adé, moquée par ses camarades à cause de ses cheveux crépus. Écoulé à 10 000 exemplaires, c'est l'ouvrage jeunesse le plus vendu du catalogue.

Également syndicaliste, Isabelle Cambourakis envisage son travail éditorial comme un prolongement de son militantisme, plus que comme un métier, déclarant par exemple :

« Il reste nécessaire, aujourd’hui encore, de parler d’un point de vue féministe. […] Il s’agit surtout pour nous de nous situer du côté de ce qui s’expérimente dans le quotidien, l’intime, le politique, du côté de ce qui se trame dans les marges et les divers espaces de résistance. »

En 2022, elle lance une nouvelle collection, nommée « Radeau », en référence à Fernand Deligny et Jean Oury. Le premier ouvrage de cette nouvelle collection est une réédition du premier texte publié par Claudie Hunzinger en 1973, Bambois, la vie verte.

## Publications
- « Articuler écologie et féminisme dans les années 1970. L’exemple du Centre non-violent des Circauds », Travail, genre et sociétés, vol. 42, n° 2, 2019, p. 71-87[20]
- « Un écoféminisme à la française ? Les liens entre mouvements écologiste et féministe dans les années 1970 en France », Genre & Histoire, n° 22, automne 2018[21]
- Coécrit avec Coline Guérin, « If you love this planet. Des femmes contre le nucléaire », Panthère Première, n° 5, printemps-été 2020[22]
- « Sommes-nous trop sages devant la catastrophe ? », Terrestres, septembre 2020[23]
- « Des clous et des vers de terre », Z, mai 2021[24]
- « Chansons de geste(s) en Bretagne : Femmes et féministes devant et derrière la caméra », in Contre-vents. Colères, espoirs, écologies et politiques dans l'ouest de la France, Paraguay/Le Grand Café, septembre 2021
- « L'une porte un pantalon, l'autre pas », Critique, n° 901-902, juin-juillet 2022
- « "Mise au poing" : l'engagement en radicalité de Françoise d'Eaubonne », in Contre-violence, ou la Résistance à l'État, Cambourakis, coll. « Sorcières », 2022
- « Violence et contre-violence », in On ne dissout pas un soulèvement. 40 voix pour les Soulèvements de la Terre, Seuil, juin 2023

## Filmographie
- Participation à Françoise d'Eaubonne, une épopée écoféministe[25], France 3, 2023